# Горлово (Калужская область)
Горлово — деревня в Медынском районе Калужской области России. Входит в сельское поселение «Деревня Гусево».

## Физико-географическое положение
Находится на Смоленско-Московской возвышенности Русской равнины. Стоит на берегу реки Шаня. Деревня Горлово расположена в 16 км от города Медынь, и в 5 км от центра сельского поселения — деревни Гусево. Ближайшие населённые пункты — деревни Петровск (11 км), Гусево и Мешково (6 км).
У деревни имеются перспективные залежи суглинков и глин

## История
В начале XVII века — порозжая церковная земля Параскевы-Пятницы, пустошь Горлова, в стане Брагин Холм.
Входило в приход села Захаровского.
Здесь был  расстрелян дед И.С. Угольникова, Исаак Залманович Циркин, воевавший в составе 1-й дивизии народного ополчения, затем 60-й стрелковой дивизии.
С 06.12.1941 года числился пропавшим без вести.

## Население
| 2002 | 2010 |
| ---- | ---- |
| 0    | →0   |